# Фрост (Тексас)
Фрост (енгл. Frost) град је у америчкој савезној држави Тексас. По попису становништва из 2010. у њему је живело 643 становника.

## Демографија
Према попису становништва из 2010. у граду је живело 643 становника, што је 5 (0,8%) становника мање него 2000. године.
| Група             | 2000.       | 2010.       |
| Белци             | 478 (73,8%) | 454 (70,6%) |
| Афроамериканци    | 47 (7,3%)   | 41 (6,4%)   |
| Азијати           | 8 (1,2%)    | 1 (0,2%)    |
| Хиспаноамериканци | 111 (17,1%) | 144 (22,4%) |
| Укупно            | 648         | 643         |